# طارق هودجيتش
طارق هودجيتش هو لاعب كرة قدم ومدرب كرة قدم بوسني، ولد في 1 ديسمبر 1951 في Hrasnica, Gornji Vakuf-Uskoplje ‏ في البوسنة والهرسك. لعب مع غلطة سراي وفيليز موستار ونادي جيلييزنيتشار ساراييفو ونادي لييج.

## وصلات خارجية
- طارق هودجيتش على موقع قاعدة بيانات كرة القدم.إي يو (الإنجليزية)
- طارق هودجيتش على موقع عالم كرة القدم.نت (الإنجليزية)